# Carapelhos
Carapelhos ist eine Ortschaft und Gemeinde in Portugal.

## Geschichte
Der Ort war 1758 als Arneiro da Carreira bekannt und gehörte zur Gemeinde Covões. 1898 war der Ort bereits als Carapelhos verzeichnet und gehörte nun zur Gemeinde Mira. Am 31. Dezember 1984 wurde Carapelhos eine eigenständige Gemeinde im Kreis Mira.

## Verwaltung
Carapelhos ist Sitz einer gleichnamigen Gemeinde (Freguesia) im Kreis (Concelho) von Mira, im Distrikt Coimbra. In ihr leben 656 Einwohner auf einer Fläche von 4 km² (Stand 19. April 2021).
Die Gemeinde setzt sich aus zwei Ortschaften zusammen:
- Carapelhos
- Corticeiro de Baixo